# كمال الأزرق
كمال الأزرق هو مخرج سينمائي، وُلد في الدار البيضاء عام 1983. اشتهر بفيلمه الطويل الأول "عصابات" الذي لاقى إشادة نقدية وحقق نجاحًا في المهرجانات الدولية.

## أبرز أعماله السينمائية
- فيلم "كلاب الصيد" (2024)
- فيلم "عصابات" (2023)
- فيلم "مول الكلب" (2013)
- فيلم "دراري" (2011)

## أسلوبه السينمائي
يتميز كمال الأزرق بأسلوبه الواقعي والإنساني في معالجة القضايا الاجتماعية. يُفضل استخدام ممثلين غير محترفين لإضفاء مصداقية على أعماله، ويعتمد على تقنيات تصوير تُبرز التفاعل بين الشخصيات والمكان. في فيلم "عصابات"، سعى الأزرق إلى خلق تجربة سينمائية تُفقد المشاهد الإحساس بالزمان والمكان، مما يُعزز من تأثير الفيلم.

## مشاركته في المهرجانات
شارك كمال الأزرق في العديد من المهرجانات السينمائية الدولية، حيث عرض أفلامه في مهرجانات مرموقة مثل مهرجان كان السينمائي ومهرجان مراكش السينمائي. تُعتبر مشاركاته هذه منصة لعرض السينما المغربية للعالم وتسليط الضوء على القضايا الاجتماعية التي تُعالجها أفلامه.

## الجوائز والتكريمات
- جائزة لجنة التحكيم – مهرجان كان 2023: فاز فيلم "عصابات" بجائزة لجنة التحكيم في فئة "نظرة ما".[11]
- الجائزة الكبرى – مهرجان بروكسيل 2023: نال الفيلم "عصابات" الجائزة الكبرى في الدورة الثامنة من المهرجان الدولي للفيلم ببروكسيل.